# Minna Atherton
Minna Atherton (ur. 17 maja 2000 w Auchenflower) – australijska pływaczka specjalizująca się w stylu grzbietowym i dowolnym, rekordzistka świata na krótkim basenie i medalistka mistrzostw świata.

## Kariera
W 2015 roku na mistrzostwach świata juniorów w Singapurze zdobyła sześć medali. Indywidualnie zwyciężyła w konkurencjach 100 i 200 m stylem grzbietowym, w pierwszej z nich ustanowiła rekord świata juniorów (59,58). Na dystansie 200 m stylem grzbietowym z czasem 2:09,11 pobiła rekord mistrzostw, a na 50 m stylem grzbietowym była druga (27,83).
Trzy lata później, podczas mistrzostw świata na krótkim basenie w Hangzhou wywalczyła trzy medale. W konkurencji 100 m stylem grzbietowym zdobyła brąz ex aequo z Brytyjką Georgią Davies. Obie pływaczki uzyskały czas 56,74. W sztafetach 4 × 50 i 4 × 200 m stylem dowolnym zdobyła brązowe medale.
W lipcu 2019 roku na mistrzostwach świata w Gwangju indywidualnie wywalczyła srebrny medal na dystansie 100 m stylem grzbietowym, uzyskawszy w finale czas 58,85. Płynęła także w wyścigu eliminacyjnym sztafet 4 × 100 m stylem zmiennym i otrzymała złoty medal, kiedy Australijczycy zajęli w finale pierwsze miejsce. Atherton zdobyła też srebro w sztafecie 4 × 100 m stylem zmiennym kobiet. W konkurencji 200 m stylem grzbietowym była szósta z czasem 2:08,26.
27 października 2019 roku podczas zawodów Międzynarodowej Ligi Pływackiej w Budapeszcie z czasem 54,89 pobiła rekord świata na dystansie 100 m stylem grzbietowym na basenie 25-metrowym.